# Gare de Saint-Martin-Bellevue
Pour les articles homonymes, voir Gare de Saint-Martin et Gare de Bellevue (homonymie).
La gare de Saint-Martin-Bellevue est une gare ferroviaire française (fermée), située sur le territoire de la commune déléguée de Saint-Martin-Bellevue, faisant partie de Fillière, dans le département de la Haute-Savoie, en région Auvergne-Rhône-Alpes.
La gare est fermée au trafic voyageurs depuis 2010.

## Situation ferroviaire
La gare de Saint-Martin-Bellevue est située au point kilométrique (PK) 49,726 sur la ligne d'Aix-les-Bains-Le Revard à Annemasse entre les gares ouvertes de Groisy - Thorens - la-Caille et de Pringy.

## Histoire
La gare est mise en service en même temps que le tronçon Annecy – La Roche-sur-Foron de la ligne d'Aix-les-Bains-Le Revard à Annemasse par le PLM, le 5 juin 1884.
Le 29 septembre 1996, un train quotidien Évian-les-Bains – Valence via Annemasse, La Roche-sur-Foron, Annecy, Chambéry et Grenoble (et retour) est créé.
Le 9 décembre 2007, la première phase de l'horaire cadencé est mise sur l'ensemble du réseau TER Rhône-Alpes.
Le 12 décembre 2010, la gare est fermée au trafic voyageurs, suscitant la colère du maire de la commune (devenue commune déléguée depuis) et des usagers, rappelant entre autres qu'elle fut restaurée en 2003.

### Avenir
Avec la mise en service de la liaison Cornavin - Eaux-Vives - Annemasse et du Léman Express, la gare de Saint-Martin-Bellevue pourrait rouvrir : elle figure en effet sur la carte officielle prévisionnelle du réseau diffusée en septembre 2016, ainsi que la liste des gares savoyardes remises aux normes d'accessibilité en 2019. Finalement, la gare ne figure pas sur le plan définitif du Léman Express et ne rouvre donc pas en 2020.
Le 13 février 2025, l'agglomération du Grand Annecy annonce débloquer 50 000 euros afin de financer une étude de modernisation de la gare dans l'espoir d'une réouverture à l'horizon 2030. La gare devrait se doter de quais rehaussés et d'une passerelle ou d'un passage souterrain afin de répondre aux normes de sécurité en vigueur,.